# ديفيد شوارتز (قاضي)
ديفيد شوارتز (بالإنجليزية: David Schwartz)‏ هو قاضي أمريكي، ولد في 7 يوليو 1916 في نيويورك في الولايات المتحدة، وتوفي في 21 ديسمبر 1989 في واشنطن العاصمة في الولايات المتحدة.